# Сквер Слави героїв громадянської війни (Луганськ)
Сквер Слави героїв громадянської війни присвячений учасникам «громадянської війни» 1917–1921 років, тобто фактично возвеличує окупантів молодої української держави. Сквер розташований у Ленінському районі міста Луганська між будівлями театру російської драми та обласного краєзнавчого музею.
У сквері встановлено бюсти Климента Ворошилова, Федора Сергєєва (Артема), Олександра Пархоменка, Рудя Д. П., Петра Цупова та Якубовського Ф. Р.
Авторами скульптур є луганські скульптори Сліпцов, Можаєв, Чумак, Овчаренко, Щербаков, Кизієв, Редькін, Самусь.
Сквер було урочисто відкрито 28 жовтня 1977 року.

## Галерея

Ворошилов К. Є.Ворошилов К. Є.